# Behistunski napis
Behistunski, Bistunski ali Bisutunski napis (sodobno perzijsko  بیستون, staroperzijsko  Bagastana – Božje mesto), trojezični napis na gori Behistun pri mestu Kermanšah v provinci Kermanšah v zahodnem Iranu.
Napis so izklesali v 6. stoletju pr. n. št. po naročilu kralja Dareja I. Velikega v obdobju med njegovim kronanjem za kralja Perzijskega cesarstva poleti 522 pr. n. št. in njegovo smrtjo v jeseni 486 pr. n. št.. Začenja se s kratko Darejevo avtobiografijo, v katero so vključeni tudi njegovimi predniki in rodbina. V drugem delu napisa so v časovnem zaporedju opisani dogodki po smrti Kira Velikega in njegovega sina Kambiza II., v katerih se je  Darej I. v enem samem letu do decembra 521 pr. n. št.  boril v 19 bitkah in zatrl več uporov po celem Perzijskem cesarstvu. Napis podrobno opisuje, da je upore po Kirovi in Kambizovi smrti sprožilo več nastopačev in njihovih pomagačev v raznih mestih po vsem cesarstvu, ki so razglasili neodvisnost svojih kraljestev.
Darej samega sebe razglaša za zmagovalca v vseh bitkah v omenjenem obdobju in zasluge za svoje uspehe pripisuje milosti Ahura Mazde.
Na napisu so tri različice istega besedila, napisane s klinopisom v staroperzijskem, elamskem in babilonskem jeziku. Napis ima zato zelo podoben pomen kot Kamen iz Rosette, ki je bil ključ za razvozlanje pozabljenih hieroglifov.
Napis je približno 15 metrov visok in 25 metrov dolg. Vklesan je v apnenčasto steno kakšnih 100 metrov nad starodavno cesto, ki je povezovala babilonsko prestolnico Babilon z medijsko prestolnico Ekbatano. Staroperzijsko besedilo je napisano v 414 vrsticah v petih kolonah, elamsko v 593 vrsticah v osmih kolonah, babilonsko  pa 112 vrsticah. Napis je okrašen z basreliefom Dareja I. v naravni velikosti, ki v znak svojega kraljevskega položaja nosi lok. Z levo nogo stoji na prsih na hrbtu ležečega moža, domnevno uzurpatorja Gaumata. Levo od Dareja stojita dva služabnika, desno od njega pa devet meter visokih človeških podob z zvezanimi rokami in vrvjo okoli vratu, ki predstavljajo pokorjena ljudstva. Nad njimi je Faravahar, ki blagoslavlja kralja. Izgleda, da sta bili po zaključku del napisu dodani še ena človeška podoba in Darejeva brada, ki je izklesana iz posebnega kamnitega bloka, pritrjenega na steno z železnimi klini, zalitimi s svincem.

## Zgodovina
Po padcu perzijske Ahemenidske dinastije in njenih naslednikov je staroperzijska klinopisna pisava utonila v pozabo. Vsebina napisa se je pozabila in med ljudmi so začele krožiti samo njene izmišljene razlage. Čez nekaj stoletij napisa niso več pripisovali Dareju I., ampak so bili prepričani, da je iz časa vladavine Kozrava II. Parviza, enega od zadnjih sasanidskih kraljev, ki je vlada več kot tisoč let po Darejevi smrti (590-628 n. št.).
Napis in vrt pod njim je okoli leta 400 pr. n. št. omenil grški zdravnik in zgodovinar Ktezij iz Knida. Ktezij je napačno sklepal, da ga je "babilonska kraljica Semiramida posvetila Zevsu". Tacit je poleg napisa opisal tudi spomenike ob vznožju stene, med katerimi je bil celo Herakleju posvečen oltar. Kasnejša arheološka odkritja, med njimi kip, posvečen leta 148 pr. n. št., potrjujejo Tacitov opis. "Bagistanon" opisuje tudi Diodor Sicilski in trdi, da je delo kraljice Semiramide.
Legenda o gori Behistun (Bisutun), ki jo je okoli leta 1000 zapisal perzijski pesnik in pisatelj Firdusi v Knjigi kraljev (Šahnameh, zgodba o Kozravu in Širin), govori o Farhadu, ljubimcu Kozravove žene Širin. Širin so zaradi njenega greha izgnali, Farhad pa je moral za kazen odklesati toliko gore, da bi našel vodo.  Če bi mu to uspelo, bi dobil dovoljenje za poroko s Širin. Po mnogih letih je Farhad odklesal polovico gore in našel vodo, potem pa mu je Kozrav povedal, da je Širin umrla. Farhad je besno vrgel sekiro po hribu navzdol, poljubil tla in umrl. Sekira je bila iz lesa granatnega jabolka. Na mestu, kjer je padla na tla, je zrasel grm z zdravilni granatnimi jabolki. Širin v resnici ni umrla in je po novici o Frahadovi smrti zelo žalovala.
Leta 1598 je napis videl Anglež Robert Sherley, ki je kot avstrijski diplomat obiskal Perzijo. Sherley in njegovo spremstvo so napačno sklepali, da je krščanskega izvora, njegov opis pa je vzbudil veliko pozornost zahodnoevropskih učenjakov. Francoski general Gardanne je menil, da prikazuje Kristusa in njegovih dvanajst apostolov, Robert Ker Porter pa, da predstavlja Šalmanaserja Asirskega in izgubljena izraelska plemena. Okoli leta 1621 je Behistun obiskal italijanski raziskovalec Pietro della Valle.

## Prevod
Okoli leta 1764 je Behistunski napis v imenu Friderika V. Danskega obiskal nemški geodet Carsten Niebuhr in leta 1778 v poročilu o svojem potovanju objavil njegov prepis. Prepis so nemški filolog  Georg Friedrich Grotefend in drugi uporabili kot pripomoček za razvozlavanje staroperzijskega klinopisa. Grotefend je ugotovil, da je staroperzijska pisava za razliko od semitskega klinopisa črkovna in da so besede med seboj ločene s pokončnim, malo poševnim znakom. Do leta 1802 je razvozlal 10 od 37 staroperzijskih znakov.
Jezikoslovci so se najprej lotili staroperzijskega besedila. Elamskega in babilonskega besedila niso niti poskušali razvozlati. Takšna strategija se je izkazala za zelo uspešno, ker je bilo razvozlavanje staroperzijskega besedila lažje, predvsem zaradi črkovnega zapisa in jezika, iz katerega sta se po naravni poti razvila poznana srednjeperzjski in avestski jezik, v katerem je bila napisana zoroastrska knjiga Avesta.
Leta 1835 je bil vojski iranskega šaha dodeljen častnik britanskega Vzhodnoindijskega polka Sir Henry Rawlinson, ki je začel resno preučevati starodavni napis. Rawlinsonu je kljub nedostopnosti uspelo priti do napisa in prepisati staroperzijsko besedilo. Elamsko besedilo je bilo na drugi strani široke neprehodne razpoke, babilonsko pa štiri metre nad njim, zato ju je nameraval prepisati kasneje.
Oborožen s staroperzijskim besedilom in poznano tretjino staroperzijskih znakov, ki jih je objavil Georg Friedrich Grotefend, se je Rawlinson lotil razvozlavanja besedila. Imel je srečo, da je prvi del besedila vseboval seznam istih perzijskih kraljev, ki jih je Herodot zapisal v njihovi izvirni obliki. Darej na primer je bil zapisan kot Dâryavuš in ne Δαρειος [Dareios]. S primerjanjem imen in znakov je Rawlinsonu do leta 1838 uspelo razvozlati tip klinopisa, ki so ga uporabljali za zapisovanje v staroperzijskem jeziku. Rezultate svojih raziskav je objavil v londonski Royal Asiatic Society in pariški Société Asiatique.
Rawlinson je bil medtem za nekaj časa v Afganistanu, od koder se je leta 1843 vrnil v Behistun. Z deskami je premostil razpoko med staroperzijskim in elamskim besedilom in prepisal elamsko besedilo. Kasneje mu je uspelo najti pogumnega domačina, ki je po razpoki splezal  na vrh stene in spustil vrvi do babilonskega besedila. Rawlinson je zatem s papirno kašo naredil odlitek celotnega napisa. Prepis je preučeval on sam in mnogi drugi učenjaki, med katerimi so izstopali Edward Hincks, Julius Oppert,William Henry Fox Talbot in Edwin Norris. Delali so skupaj ali vsak zase in nazadnje razvozlali vse znake, kar je omogočilo branje celotnega  besedila.
Prevod staroperzijskega dela Behistunskega napisa je utrl pot do zazvozlanja elamskega in babilonskega besedila, kar je zelo pripomoglo k razvoju sodobne asirologije.

## Kasnejše raziskave in dejavnosti
Leta 1903 je Behistunski napis preučeval A. V. Williams Jackson. Odpravo leta 1904, ki jo je sponzoriral Britanski muzej, sta vodila Leonard William King in Reginald Campbell Thompson. Leta 1948 je skupina, ki jo je vodil George G. Cameron z Michiganske univerze, zapis fotografirala, naredila nove odlitke in bolj natančno prepisala besedilo. Prepisala je tudi odlomke, ki jih je Rawlinson ni prepisal. Nekaj delov besedila je voda od zadnjega prepisovanja izprala, nekatere dele pa prekrila z apnenčastimi vsedlinami.
Leta 1938 se je za napis začela zanimati nemška nacistična organizacja Ahnenerbe, ki se je predstavljala kot društvo za raziskovanje davne germanske zgodovine, vendar je njene načrte prekrižala druga svetovna vojna.
Spomenik je utrpel nekaj nekaj škode med anglo-sovjetsko invazijo na Iran med drugo svetovno vojno, ker so ga vojaki uporabljali za tarčo.
Leta 1999 so začeli iranski arheologi dokumentirati in ocenjevati poškodbe, ki so na spomeniku nastale v 20. stoletju. Napise so fotografirali z dvema kamerama in jih zatem pretvorili v 3-D slike.
Spomenik so pred nekaj leti začeli restavrirati in ga leta 2006 razglasili za Unescovo svetovno dediščino.
Leta 2012 je Behistunski center za kulturno dediščino pozval svet, da se napis ponovno preuči.

## Drugi zgodovinski spomeniki v Behistunskem kompleksu
Behistunski kompleks ima površino 116 hektarov. Arheološke najdbe dokazujejo, da je bil naseljen že pred 40.000 leti. Na njem je poleg napisa Dareja Velikega še 18 zgodovinskih spomenikov, ki so na Iranskem nacionalnem seznam zgodovinskih najdišč. Mednje spadajo:
- Lovčeva jama
- napis Farhad Tarash
- medijska trdnjava
- partsko mesto
- selevkidski kip Herakleja
- partsko svetišče
- Behistunska palača, domnevno palača Kozrava II.
- ilkanatski karavanaseraj
- medijski tempelj
- basrelief Mitridata II. Partskega
- basrelief Gotarza II. Partskega
- darilna listina šejka Ali kana Zangeneha
- safavidski karavanaseraj
- kamen Vologasa I. Partskega
- sasanidski kamni
- Kraljeva cesta